# ADN ambiental

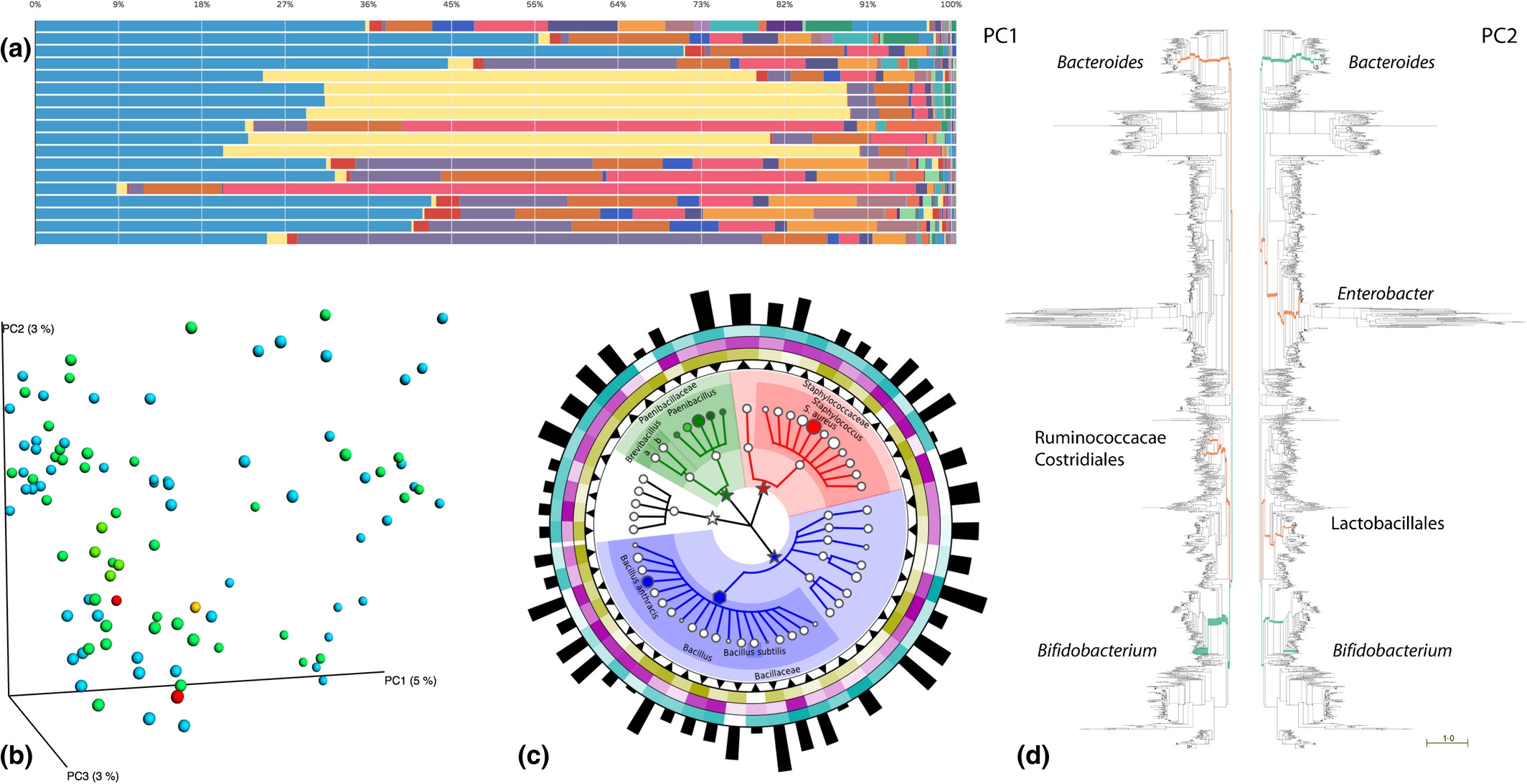
Detalles gráficos acerca del ADN ambiental.

En taxonomía y filogenia, se llama ADN ambiental (environmental DNA, eDNA) al ADN extraído de una muestra del ambiente (por ejemplo una muestra de tierra del suelo, del agua, de heces, etc.) sobre el que se hacen los análisis moleculares de ADN sin diferenciarlo por organismo. Contiene típicamente el ADN de múltiples especies y muchas veces el ADN está degradado.
Se considera una forma rápida de medir la biodiversidad de una forma "filogenética" en lugar de taxonómica. 

El ADN ambiental solo será útil para medir la biodiversidad taxonómica, luego de que los análisis filogenéticos, que delimitan a las especies, estén resueltos 

El ADN ambiental completa su identificación con métodos moleculares haciendo uso de las bibliotecas de referencia taxonómica, esperablemente  al menos con los genomas enteros de organelos y con las regiones nucleares de ARNr repetitivo de cada especie. Para ello se debe separar las muestras por organismo.
El análisis del genoma tomado colectivamente de muestras de ADN ambiental, en su secuenciación y en su función, se llama metagenómica (metagenomics; Riesenfeld et al. 2004 citado en Taberlet et al. 2012).